# Mordella leucosticta
Mordella leucosticta es una especie de coleóptero de la familia Mordellidae.

## Distribución geográfica
Habita en el oeste de Australia.